# William Wilkins
William Wilkins, född 20 december 1779 i Carlisle, Pennsylvania, död 23 juni 1865 i Pittsburgh, Pennsylvania, var en amerikansk politiker. Han representerade delstaten Pennsylvania i båda kamrarna av USA:s kongress, först i senaten 1831-1834 och sedan i representanthuset 1843-1844. Han var USA:s krigsminister 1844-1845.
Wilkins studerade vid Dickinson College. Han inledde 1801 sin karriär som advokat i Pittsburgh. Han arbetade som domare 1821-1831. Han blev 1828 invald i USA:s representanthus men han avgick innan han hade officiellt hunnit tillträda som kongressledamot.
Wilkins efterträdde 1831 William Marks som senator för Pennsylvania. Han avgick 1834 för att tillträda som USA:s minister i Tsarryssland. Han återvände följande år till USA. Han blev 1842 invald i representanthuset på nytt. Han tillträdde den här gången ämbetet men avgick redan 1844 för att tillträda som krigsminister. Han skötte det ämbetet fram till slutet av John Tylers mandatperiod som USA:s president.
William Wilkins grav finns på Homewood Cemetery i Wilkinsburg, en stad som har fått sitt namn efter honom.